# جون غارسيا (مدرب كلاب)
جون غارسيا (بالإنجليزية: John Garcia)‏ هو مدرب كلاب ‏ أمريكي، ولد في 1981 في أريزونا في الولايات المتحدة.

## وصلات خارجية
- جون غارسيا على موقع IMDb (الإنجليزية)
- جون غارسيا على موقع روتن توميتوز (الإنجليزية)